# Atletica leggera ai Giochi della XXXI Olimpiade - 400 metri ostacoli maschili

Video ufficiale della Finale

Ai Giochi della XXXI Olimpiade, che si sono tenuti a Rio de Janeiro nel 2016, la competizione dei 400 metri ostacoli maschili si è svolta tra il 15 e il 18 agosto presso lo Stadio Nilton Santos.

## Presenze ed assenze dei campioni in carica
Per i campionati europei si considera l'edizione del 2014.
| Competizione         | Atleta              | Prestazione | Rio 2016  |
| -------------------- | ------------------- | ----------- | --------- |
| Olimpiadi 2012       | Félix Sánchez       | 47”63       | Ritirato  |
| Commonwealth 2014    | Cornel Fredericks   | 48”50       | Non qual. |
| Europei 2014         | Kariem Hussein      | 48”96       | Presente  |
| Panamericani 2015    | Jeffery Gibson      | 48”51       | Presente  |
| Africani 2015        | Abdelmalik Lahoulou | 48”67       | Presente  |
| Mondiali 2015        | Nicholas Bett       | 47”79       | Presente  |
|                      |                     |             |           |
| Mondiali junior 2012 | Eric Futch          | 50”24       | Assente   |

## La gara
Durante la stagione nessuno ha corso in meno di 48 secondi. I due migliori tempi sono 48”40 dello statunitense Kerron Clement e 48”42 di Yasmani Copello, cubano con passaporto turco.

La prova olimpica riscrive le statistiche annuali della specialità. Al primo turno il giamaicano Annsert Whyte corre in 48”37, migliorandosi in semifinale con 48”32. Le altre semifinali sono vinte da Clement (48”26) e da Thomas Barr con 48”39, nuovo record nazionale dell'Irlanda. In batteria c'era stato un altro primato nazionale: Karsten Warholm aveva demolito il record norvegese con 48”49. Brutta prova invece del campione mondiale in carica Nicholas Bett (Kenya) che, sul finale della sua batteria aveva abbattuto deliberatamente un ostacolo ed era stato squalificato.
Per la prima volta nella storia olimpica della specialità, la finale si svolge in orario mattutino, alle 12.
I primi quattro classificati corrono sotto i 48 secondi. Kerron Clement, due volte campione del mondo, riesce finalmente a coronare il suo sogno olimpico dopo l'argento a Pechino 2008. Gli atleti classificati dal secondo al quarto posto stabiliscono il record nazionale. Alcuni miglioramenti sono sorprendenti. L'irlandese Barr (quarto) si migliora di 42 centesimi. Copello, medaglia di bronzo, progredisce da 48”42 a 47”92, cioè 50 centesimi esatti. Fa ancora meglio Tumuti, il secondo classificato, passa da 48”29 a 47”78 (- 51 centesimi).

## Risultati

### Batterie
Qualificazione: i primi 3 di ogni batteria (Q) e i 6 successivi migliori tempi (q).

#### Batteria 1
| Posizione | Corsia | Atleta                  | Nazionalità | Tempo | Note |
| --------- | ------ | ----------------------- | ----------- | ----- | ---- |
| 1         | 8      | Abdelmalik Lahoulou     | Algeria     | 48"62 | Q    |
| 2         | 7      | Boniface Mucheru Tumuti | Kenya       | 48"91 | Q    |
| 3         | 2      | Kerron Clement          | Stati Uniti | 49"17 | Q    |
| 4         | 4      | Yuki Matsushita         | Giappone    | 49"60 |      |
| 5         | 5      | Miles Ukaoma            | Nigeria     | 49"84 |      |
| 6         | 3      | Marcio Teles            | Brasile     | 50"41 |      |
| 7         | 6      | Jeffery Gibson          | Bahamas     | 52"77 |      |

#### Batteria 2
| Posizione | Corsia | Atleta              | Nazionalità | Tempo | Note |
| --------- | ------ | ------------------- | ----------- | ----- | ---- |
| 1         | 5      | Yasmani Copello     | Turchia     | 49"52 | Q    |
| 2         | 6      | Eric Alejandro      | Porto Rico  | 49"54 | Q    |
| 3         | 1      | Mahau Suguimati     | Brasile     | 49"77 | Q    |
| 4         | 8      | Jaak-Heinrich Jagor | Estonia     | 49"78 |      |
| 5         | 2      | Kariem Hussein      | Svizzera    | 49"80 |      |
| 6         | 7      | Amadou Ndiaye       | Senegal     | 49"91 |      |
| 7         | 4      | Martin Kucera       | Slovacchia  | 51"47 |      |
| 8         | 3      | Maoulida Daroueche  | Comore      | 52"32 |      |

#### Batteria 3
| Posizione | Corsia | Atleta           | Nazionalità | Tempo | Note             |
| --------- | ------ | ---------------- | ----------- | ----- | ---------------- |
| 1         | 2      | Karsten Warholm  | Norvegia    | 48"49 | Q                |
| 2         | 3      | Javier Culson    | Porto Rico  | 48"53 | Q                |
| 3         | 8      | Rasmus Mägi      | Estonia     | 48"55 | Q                |
| 4         | 7      | Roxroy Cato      | Giamaica    | 48"56 | q                |
| 5         | 6      | Miloud Rahmani   | Algeria     | 49"73 |                  |
| 6         | 1      | Dmitriy Koblov   | Kazakistan  | 49"87 |                  |
| 7         | 5      | José Luis Gaspar | Cuba        | 50"58 |                  |
| 8         | 4      | Ned Azemia       | Seychelles  | 50"74 | Record nazionale |

#### Batteria 4
| Posizione | Corsia | Atleta           | Nazionalità       | Tempo | Note                                     |
| --------- | ------ | ---------------- | ----------------- | ----- | ---------------------------------------- |
| 1         | 7      | Keisuke Nozawa   | Giappone          | 48"62 | Q                                        |
| 2         | 3      | Thomas Barr      | Irlanda           | 48"93 | Q                                        |
| 3         | 8      | Eric Cray        | Filippine         | 49"05 | Q                                        |
| 4         | 4      | Jaheel Hyde      | Giamaica          | 49"24 | q                                        |
| 5         | 1      | Sergio Fernandez | Spagna            | 49"31 | q                                        |
| 6         | 5      | Sebastian Rodger | Gran Bretagna     | 49"54 |                                          |
| 7         | 6      | Le Roux Hamman   | Sudafrica         | 49"72 |                                          |
| 8         | 2      | Jehue Gordon     | Trinidad e Tobago | 49"90 | Miglior prestazione personale stagionale |

#### Batteria 5
| Posizione | Corsia | Atleta                 | Nazionalità   | Tempo  | Note                                     |
| --------- | ------ | ---------------------- | ------------- | ------ | ---------------------------------------- |
| 1         | 1      | Annsert Whyte          | Giamaica      | 48"37  | Q                                        |
| 2         | 7      | Jack Green             | Gran Bretagna | 48"96  | Q                                        |
| 3         | 4      | Byron Robinson         | Stati Uniti   | 48"98  | Q                                        |
| 4         | 5      | Oskari Mörö            | Finlandia     | 49"04  | q                                        |
| 5         | 2      | Michael Bultheel       | Belgio        | 49"37  | q                                        |
| 6         | 3      | Kurt Couto             | Mozambico     | 49"74  | Miglior prestazione personale stagionale |
| 7         | 6      | Lindsay Hanekom        | Sudafrica     | 50"22  |                                          |
| –         | 8      | Nicholas Kiplagat Bett | Kenya         | Squal. | R168.7b                                  |

#### Batteria 6
| Posizione | Corsia | Atleta          | Nazionalità   | Tempo | Note                                     |
| --------- | ------ | --------------- | ------------- | ----- | ---------------------------------------- |
| 1         | 4      | Haron Koech     | Kenya         | 48"77 | Q                                        |
| 2         | 8      | L.J. Van Zyl    | Sudafrica     | 49"12 | Q                                        |
| 3         | 5      | Andres Silva    | Uruguay       | 49"21 | Q                                        |
| 4         | 7      | Jordin Andrade  | Capo Verde    | 49"35 | q                                        |
| 5         | 6      | Mohamed Sghaier | Tunisia       | 50"09 | Miglior prestazione personale stagionale |
| 6         | 1      | Michael Tinsley | Stati Uniti   | 50"18 |                                          |
| 7         | 3      | Chen Chieh      | Taipei cinese | 50"65 |                                          |
| 8         | 2      | Patryk Dobek    | Polonia       | 50"66 |                                          |

### Semifinali
Qualificazione: i primi 2 di ogni batteria (Q) e i 2 successivi migliori tempi (q).

#### Semifinale 1
| Posizione | Corsia | Atleta                  | Nazionalità   | Tempo | Note |
| --------- | ------ | ----------------------- | ------------- | ----- | ---- |
| 1         | 8      | Kerron Clement          | Stati Uniti   | 48"26 | Q    |
| 2         | 6      | Boniface Mucheru Tumuti | Kenya         | 48"85 | Q    |
| 3         | 1      | Sergio Fernandez        | Spagna        | 48"87 |      |
| 4         | 5      | Abdelmalik Lahoulou     | Algeria       | 49"08 |      |
| 5         | 2      | Jaheel Hyde             | Giamaica      | 49"17 |      |
| 6         | 3      | Keisuke Nozawa          | Giappone      | 49"20 |      |
| 7         | 7      | Eric Cray               | Filippine     | 49"37 |      |
| 8         | 4      | Jack Green              | Gran Bretagna | 49"54 |      |

#### Semifinale 2
| Posizione | Corsia | Atleta          | Nazionalità | Tempo | Note |
| --------- | ------ | --------------- | ----------- | ----- | ---- |
| 1         | 4      | Annsert Whyte   | Giamaica    | 48"32 | Q    |
| 2         | 5      | Javier Culson   | Porto Rico  | 48"46 | Q    |
| 3         | 6      | Yasmani Copello | Turchia     | 48"61 | q    |
| 4         | 7      | Rasmus Mägi     | Estonia     | 48"64 | q    |
| 5         | 3      | L.J. Van Zyl    | Sudafrica   | 49"00 |      |
| 6         | 1      | Jordin Andrade  | Capo Verde  | 49"32 |      |
| 7         | 2      | Oskari Mörö     | Finlandia   | 49"75 |      |
| 8         | 8      | Mahau Suguimati | Brasile     | 49"77 |      |

#### Semifinale 3
| Posizione | Corsia | Atleta           | Nazionalità | Tempo  | Note                          |
| --------- | ------ | ---------------- | ----------- | ------ | ----------------------------- |
| 1         | 4      | Thomas Barr      | Irlanda     | 48"39  | Q                             |
| 2         | 6      | Haron Koech      | Kenya       | 48"49  | Q                             |
| 3         | 7      | Byron Robinson   | Stati Uniti | 48"65  | Miglior prestazione personale |
| 4         | 5      | Karsten Warholm  | Norvegia    | 48"81  |                               |
| 5         | 1      | Michael Bultheel | Belgio      | 49"46  |                               |
| 6         | 8      | Andres Silva     | Uruguay     | 49"75  |                               |
| 7         | 3      | Eric Alejandro   | Porto Rico  | 49"95  |                               |
| –         | 2      | Roxroy Cato      | Giamaica    | Squal. | R168.7a                       |

### Finale
| Record mondiale e olimpico | Kevin Young  | 46"78 | Barcellona | 6 agosto 1992  |
| Capolista stagionale       | Johnny Dutch | 48"10 | Kingston   | 11 giugno 2016 |

Giovedì 18 agosto, ore 12:00.
| Pos.    | Corsia | Atleta          | Età | Nazione     | Tempo  | Note                          |
| ------- | ------ | --------------- | --- | ----------- | ------ | ----------------------------- |
| Oro     | 5      | Kerron Clement  | 31  | Stati Uniti | 47"73  |                               |
| Argento | 7      | Boniface Tumuti | 24  | Kenya       | 47"78  | Record nazionale              |
| Bronzo  | 2      | Yasmani Copello | 29  | Turchia     | 47"92  | Record nazionale              |
| 4       | 4      | Thomas Barr     | 24  | Irlanda     | 47"97  | Record nazionale              |
| 5       | 6      | Annsert Whyte   | 29  | Giamaica    | 48"07  | Miglior prestazione personale |
| 6       | 1      | Rasmus Mägi     | 24  | Estonia     | 48"40  | Record nazionale              |
| 7       | 8      | Haron Koech     | 26  | Kenya       | 49"09  |                               |
|         | 3      | Javier Culson   | 32  | Porto Rico  | Squal. | R168.7a                       |